# إريك ميلر
إريك ميلر (بالإنجليزية: Erik Miller)‏ هو مجدف أمريكي، ولد في 6 مارس 1974.

## وصلات خارجية
- إريك ميلر على موقع الاتحاد الدولي للتجديف (الإنجليزية)